# Plínio Croce
Plínio Croce (Tietê, 21 de janeiro de 1921 – São Paulo, 1 de maio de 1984) foi um arquiteto, urbanista e professor universitário brasileiro.
Tendo a monumentalização dos espaços como principal motivador de seus trabalhos, Plínio realizou projetos que visavam obras públicas e grandes edifícios. Foi professor da Universidade de São Paulo.

## Biografia
Plínio nasceu na cidade de Tietê, em 1921. Era filho dos imigrantes italianos Luigi Croce e Rosa Luchesi. Mudou-se para a capital paulista ainda na adolescência e ingressou no curso de engenharia da Escola de Engenharia Mackenzie cerca de cinco anos antes da abertura do curso de Arquitetura na mesma instituição, graduando-se em 1946.
Nos anos seguintes, trabalhou em várias empresas como a Regis & Augustinis, Monteiro Machado e Raymond Loewy Associates até fundar seu escritório de arquitetura, em 1949. Em 1950, associou-se ao arquiteto Roberto Aflalo (1926-1992). Plínio teve participação ativa no movimento de consolidação da profissão da arquitetura na cidade de São Paulo. Foi segundo-secretário no departamento paulista do Instituto de Arquitetos do Brasil, fundado em 1943. Foi professor da Faculdade de Arquitetura e Urbanismo da Universidade de São Paulo desde sua fundação em 1948. Inicialmente como professor-assistente na disciplina de grandes composições, continuou até o fim da vida, já com o cargo de professor titular.
Junto de Roberto Aflalo, Miguel Forte (1915-2002), Jacob Ruchti (1917-1974), Carlos Barjas Millan (1927-1964) e Y Hwa Chen, abriu a loja Branco & Preto (1952-1970), pioneira na criação e execução de móveis modernos na capital. Em 1962, o arquiteto italiano Gian Carlo Gasperini entrou para a sociedade no escritório de Croce e Aflalo. Plínio tinha acabado de ganhar o concurso internacional para o edifício Peugeot, em Buenos Aires, entre 226 equipes participantes. O prédio, infelizmente, nunca foi construído.
Existem poucas obras de Plínio Croce, que costumava assinar projetos em parceria com seus sócios. Um dos projetos mais conhecidos do escritório é o da sede do Tribunal de Contas do Estado de São Paulo. Croce, Aflalo & Gasperini tornou-se um dos maiores escritórios de arquitetura do país. Nele Plínio Croce trabalharia até o fim da vida. O escritório ainda existe com o nome Aflalo & Gasperini.

## Morte
Plínio Croce morreu em 1 de maio de 1984, na capital paulista, aos 63 anos.

## Homenagem
A Praça Arquiteto Plínio Croce, no Butantã, é em sua homenagem.